# Þorvaldur Örlygsson
Þorvaldur Örlygsson (ur. 2 sierpnia 1966 w Odense) – islandzki piłkarz występujący na pozycji pomocnika. Trener klubu HK.

## Kariera klubowa
Þorvaldur karierę rozpoczynał w 1984 roku w zespole Akureyrar. Po sezonie 1988 został wypożyczony do niemieckiego TuS Paderborn-Neuhaus z Oberligi Westfalen. Przed sezonem 1989 wrócił jednak do KA. W grudniu 1989 roku za 175 tysięcy funtów został sprzedany do angielskiego Nottingham Forest z Division One. W 1991 roku przebywał na wypożyczeniu w islandzkim Fram. Potem wrócił do Nottingham, a od 1992 roku występował z nim w nowo utworzonej Premier League.
W 1993 roku Þorvaldur odszedł do Stoke City z Division One. Występował tam przez dwa lata, a potem przeniósł się do innego zespołu Division One, Oldham Athletic. W 1997 roku spadł z nim do Division Two. W 2000 roku wrócił do islandzkiego KA, gdzie został grającym trenerem. W 2003 roku zakończył karierę piłkarską i pozostał w klubie jako trener.

## Kariera reprezentacyjna
W reprezentacji Islandii Þorvaldur zadebiutował 28 października 1987 w przegranym 0:2 meczu eliminacji Mistrzostw Europy 1988 ze Związkiem Radzieckim. 25 września 1991 w wygranym 2:0 pojedynku eliminacji Mistrzostw Europy 1992 z Hiszpanią strzelił swojego pierwszego gola w kadrze. W latach 1987–1995 w drużynie narodowej rozegrał 34 spotkania i zdobył 7 bramek.